# 庾黔弼
庾黔弼（：／，？—941年）。本貫平山庾氏，高麗初期武將、大臣。
庾黔弼在統一新羅時期出生於平州（今朝鮮民主主義人民共和國黃海南道平山郡），後加入泰封國的軍隊成為將領。高麗太祖王建在位時，擔任馬軍將軍，累轉大匡。當時高麗與後百濟交戰，而北方又叛亂，太祖派庾黔弼去北方鎮守。庾黔弼築城而居，召集酋長三百餘人設宴款待；待其喝醉，以威脅之，於是酋長皆服，紛紛歸附，北方遂平定。太祖特加褒獎。
925年（太祖八年），庾黔弼為征西大將軍，攻後百濟的燕山鎮，殺死將軍吉奐；又攻任存郡，殺死俘獲三千餘人。太祖與後百濟王甄萱在曹物郡交戰，因後百濟兵鋒甚銳，太祖便與之相持，欲老其師。庾黔弼率兵支援，使高麗兵勢大振。甄萱便派人與太祖和解。
927年（太祖十二年），太祖派他建造湯井郡的城池。後百濟三千餘人攻青州，庾黔弼引兵往救，殺獲三百餘人。翌年甄萱包圍古昌郡，庾黔弼隨太祖往救。行至禮安鎮時，太祖問若戰事不利該怎麼辦，庾黔弼說臨陣不戰時怎能先說敗北，並表示願意進軍急擊。太祖從之，庾黔弼自猪首峯奮擊，大破後百濟軍。太祖入郡時，說此戰勝利都是庾黔弼的功勞。
929年，庾黔弼受到讒言，貶於鵠島。翌年，後百濟海軍攻掠大牛島，太祖派大匡王萬歲等人往救，不利。庾黔弼選島上壯丁充軍隊、修理戰艦防禦，並上書報告太祖，太祖後悔自己聽信讒言，回書慰問。
931年，被任命為征南大將軍，守義城府。後百濟大舉侵略新羅，至其國都金城（今大韓民國慶尚北道慶州市）。新羅國王遣使至高麗求救，太祖令庾黔弼往救。庾黔弼選出敢死隊八十人，以必死之志激勵他們。遇上後百濟統軍甄神劍等人，庾黔弼等欲戰。後百濟軍見其精銳，不戰自潰。庾黔弼至金城，新羅百姓紛紛出城相迎，庾黔弼留七日而歸。途中遭遇甄神劍等人於子道，與之大戰，殺傷甚多，擒其將今達奐等七人。歸國後太祖更加重用他。
934年（太祖十七年），太祖御駕親征運州，庾黔弼為右將軍。甄萱率五千餘人前來攻打。庾黔弼乘其尚未佈陣，率勁旅騎兵數千人突襲，大破之，斬殺三千餘人。後百濟自熊津以北三十餘城聞風歸降。翌年，因羅州四十餘郡被後百濟侵略，遣庾黔弼任羅州經略。
935年，後百濟發生政變，甄萱被兒子甄神劍篡位，並遭到囚禁。甄萱出奔高麗，庾黔弼、王萬歲奉命迎接他，待之以厚禮。此後，庾黔弼跟隨太祖攻打後百濟，滅之。941年（太祖二十四年）卒，諡忠節。成宗十三年，贈太師，配享太祖廟庭。
庾黔弼有三子：庾兢、庾官儒、庾慶。又有一女嫁太祖，封東陽院夫人，生孝穆太子王義、孝隱太子王垣。

## 影視形象
- 《太祖王建》(KBS, 2000年~2002年, 演員:강인덕)